# Podhostýnský mikroregion
Podhostýnský mikroregion je sdružení právnických osob v okresu Kroměříž, jeho sídlem je Bystřice pod Hostýnem a jeho cílem je ochrana společných zájmů, množení sil a prostředků při prosazování záměrů každé obce. Sdružuje celkem 15 obcí a byl založen v roce 1999.

## Obce sdružené v mikroregionu
- Blazice
- Brusné
- Bystřice pod Hostýnem
- Chomýž
- Chvalčov
- Jankovice
- Komárno
- Loukov
- Mrlínek
- Osíčko
- Podhradní Lhota
- Rajnochovice
- Rusava
- Slavkov pod Hostýnem
- Vítonice